# 296 هـ
296 هـ هي سنة في التقويم الهجري امتدت مقابلةً في التقويم الميلادي بين سنتي 908 و909.

## أحداث
- سقوط مملكة الأغالبة في المغرب العربي، وقيام الدولة العبيدية.

## مواليد
- عبد الله ابن المعتز
- أبو الحسن الرماني
- أبو سهل الصعلوكي
- عبد الله بن المعتز
- علي بن عمر الحربي

## وفيات
- بكر بن حماد
- موسى المبرقع
- محمد بن عبد الرحيم بن سعيد الأصبهاني